# Vissing Kloster
Vissing Kloster lå tæt ved Voer Kloster, men på den nordlige side af Gudenåen, nær ved det nuværende Klostermølle.
Det var et nonnekloster under Benediktinerordenen , formentlig grundlagt i midten eller slutningen af 1100-tallet af en af århus-bisperne, måske som dobbeltkloster til munkeklosteret i Voer.
Vissing Kloster blev brændt under en borgerkrig omkring 1244. Tomten efter det er ikke grundigt undersøgt, så vor viden om det er begrænset. 
Det tilhørende jordegods blev overtaget af biskop Ulrik Stygge i Århus, som lagde en del af det ind under Voer Kloster. Vissing Kloster og Øm Kloster ejede hver halvdelen af Vosgårde, som var et mølleanlæg. Klostrene stredes om dette anlæg gennem hele middelalderen.